# جورج إبرام ميلر
جورج إبرام ميلر (بالإنجليزية: George Abram Miller)‏ هو مؤرخ الرياضيات ورياضياتي أمريكي، ولد في 31 يوليو 1863 في مقاطعة ليهاي في الولايات المتحدة، وتوفي في 10 فبراير 1951 في أوربانا في الولايات المتحدة.